# 朴範界
朴範界（：／ Park Beom-gye，1963年4月27日—），大韓民國自由派政治人物，第19至21屆國會議員，曾任韩国法务部部長。